# Monochamus asiaticus
Monochamus asiaticus är en skalbaggsart som först beskrevs av Hayashi 1962.  Monochamus asiaticus ingår i släktet Monochamus och familjen långhorningar. Inga underarter finns listade i Catalogue of Life.